# Sevilla (Albéniz)
Sevilla es una composición de Isaac Albéniz. El propio compositor estrenó Sevilla en un recital de piano en 24 de enero de 1885 y fue dedicada a la esposa del Conde Morphy. Ha sido transcrito para guitarra clásica, y desde entonces se ha convertido en una de las obras más importantes del repertorio para guitarra clásica. Ha sido tocado y grabado por guitarristas como Julian Bream y John Williams y muchos otros. Está escrita en la tonalidad de sol mayor.